# Dirphya nigriceps
Dirphya nigriceps är en skalbaggsart som beskrevs av Aurivillius 1914. Dirphya nigriceps ingår i släktet Dirphya och familjen långhorningar. Inga underarter finns listade i Catalogue of Life.